# Киндельбрюк
Киндельбрюк (нем. Kindelbrück) — община в Германии, в земле Тюрингия. До 2019 года имела статус города. Входит в состав района Зёммерда. Подчиняется управлению Киндельбрюк. Население составляет 1734 человека (на 31 декабря 2010 года). Занимает площадь 13,29 км².

## Население
| Год  | Численность | Численность |
| ---- | ----------- | ----------- |
| 2017 | 1894        | [ 1 ]       |
| 2019 | 3846        | [ 5 ]       |
| 2021 | 3725        | [ 6 ]       |
| 2022 | 3747        | [ 7 ]       |
| 2023 | 3941        | [ 3 ]       |